# Berger (ciruela)
Berger es una variedad cultivar de ciruelo (Prunus salicina), de las denominadas ciruelas japonesas (aunque las ciruelas japonesas en realidad se originaron en China, fueron llevadas a los EE. UU. a través de Japón en el siglo XIX).
Una variedad que fue importada desde Japón por el Sr. H. H. Berger del vivero « H. Berger & Company» de San Francisco (California), en 1894. Fruta de tamaño muy pequeño, con piel de color rojo púrpura oscuro, sin chapa o con chapa poco extensa anaranjada o carmín claro, punteado abundante, muy menudo, casi imperceptible, y pulpa de color ambarina con venas rojizas, con textura medio dura, jugosa, y sabor aceptable, algo ácido junto al hueso y piel, agradable por ser refrescante.

## Sinonimia
- "Honsmomo",
- "Red Nagate",
- "Satsuma",
- "Shiro Smomo",
- "Strawberry",
- "Uchi Bene",
- "Uchi-Beni",
- "Ucki-Beni",
- "Ura-Beni".

## Historia
'Berger' variedad de ciruela, de las denominadas ciruelas japonesas con base de Prunus salicina, que fue introducida en Estados Unidos, fue importada desde Japón por el Sr. H. H. Berger del vivero « H. Berger & Company »de San Francisco (California), en 1894. Al igual que muchas otras variedades japonesas, la nomenclatura de 'Berger' es muy confusa. Según Bailey, quien recibió especímenes de esta variedad de varias secciones de Estados Unidos, H. H. Berger & Company de San Francisco envió esta ciruela bajo varios nombres a otros viveros del territorio estadounidense.
La ciruelas 'Berger' han sido mencionadas por :1. Cornell Sta. Bul. 62:20, 21 fig , 31. 1894. 2. Ibid, 106:45, 62, 67. 1896. 3. Ibid, 139:46. 1897. 4. Ibid, 175:132, 133 fig. 26. 1899. 5. Texas Sta. Bul. 32:486 fig. 7, 490, 492. 1899. 6. W. N. Y. Hort. Soc. Rpt. 92. 1899. 7. Ohio Sta. Bul. 162:248 fig., 254, 255. 1905.

## Características
A primera vista, 'Berger' es una ciruela completamente insignificante, no más grande que una cereza dulce; pero la variedad es tan distinta en varios caracteres que cada colección debería tener uno o dos árboles de ella y el cultivador de ciruelas la encontrará muy interesante y valiosa. Sus peculiaridades son: Un sabor bastante distinto al de cualquier otra ciruela salicina; su apariencia similar a la de la cereza; maduración temprana, madurando en el hemisferio norte poco después de mediados de julio; su pronunciado hábito de crecimiento erguido; su follaje verde claro; y su hábito de dar su fruto cerca de la madera vieja.
'Berger' tiene una talla de tamaño muy pequeño, de forma redondeada o acordada, en general asimétrica con un lado más desarrollado, presentando sutura ligeramente perceptible, como transparente, superficial;epidermis fuerte, medianamente recubierta de pruina blanquecina, sin pubescencia, piel de color rojo púrpura oscuro, sin chapa o con chapa poco extensa anaranjada o carmín claro, punteado abundante, muy menudo, casi imperceptible, blanquecino, sin aureola; Pedúnculo de longitud medio, fino, leñoso, muy pubescente, fuertemente adherido al fruto, insertado en una cavidad peduncular estrecha, medianamente profunda, poco rebajada en la sutura; pulpa ambarina con venas rojizas, con textura medio dura, jugosa, y sabor algo soso, algo ácido junto al hueso y piel, agradable por ser refrescante.
Hueso semi adherente, pequeño, elíptico, punto pistilar apuntado, surcos finos pero bien marcados, superficie casi lisa.
Su tiempo de recogida de cosecha se inicia en su maduración durante la segunda decena del mes de julio.

## Usos
Las ciruelas 'Berger' se comen crudas de fruta fresca en mesa, y también se transforma en mermeladas, almíbar de frutas o compotas para su mejor aprovechamiento.

## Cultivo
Autofértil, es una muy buena variedad polinizadora de todos los demás ciruelos.